# Mathetiek
Mathetiek is de leer van het leren. De term werd voor het eerst gebruikt door Jan Amos Comenius (1592-1670), in zijn werk Spicilegium Didacticum. Het woord komt van het Griekse woord mathēmatikos, wat "geneigd om te leren" betekent. Voor Comenius is mathetiek de leer van het leren, terwijl didactiek de leer van het onderwijzen is. 
Na enkele eeuwen in vergetelheid te zijn geweest, werd de term in de jaren tachtig van de vorige eeuw opnieuw gebruikt door de Duitse filosoof Hartmut von Hentig en de Amerikaanse ICT-deskundige Seymour Papert, in zijn boek "The children's machine". De opkomst van computers zorgde ervoor dat meer mensen zelfstandig, zonder leerkracht, gingen leren. Dat riep de vraag op naar de aard van dit zelfstandig leren.
Mathetiek maakt gebruik van onderzoek en theorievorming uit de leerpsychologie, de pedagogische psychologie, de neuropsychologie en de informatietechnologie.